# In Your Head
In Your Head – singel Mohombiego promujący reedycję albumu MoveMeant, wydany 3 grudnia 2011 nakładem wytwórni Island Records. Utwór napisali i skomponowali Dolores O’Riordan, Lucas Secon, Quiz & Larossi oraz sam wokalista. Za miksowanie utworu odpowiadał Quiz. 
Singel dotarł do 77. pozycji francuskiego zestawienia Top Singles & Titres prowadzonego przez Syndicat national de l’édition phonographique.

## Lista utworów
- Digital download[1]

1. „In Your Head” (Radio Edit) – 3:13

## Notowania
| Kraj    | Notowanie (2012)     | Najwyższa pozycja |
| ------- | -------------------- | ----------------- |
| Francja | Top Singles & Titres | 77                |